# Station Garczyn
Station Garczyn is een spoorwegstation in de Poolse plaats Garczyn.